# Preisvergleichsportal
Ein Preisvergleichsportal ist eine Website, auf der Verbraucher zu einem gesuchten Produkt mehrere Onlineshops auf einer Seite finden, um einen Angebotsvergleich vornehmen zu können.

## Einteilung
Im Unterschied zu Preisagenturen arbeiten Internet-Preisvergleiche für den Online-Nutzer meist kostenlos. Vergleichsportale, die Preise von Produkten vergleichen, finanzieren sich i. d. R. durch Weiterleitungsentgelte wie Pay per Click, Pay per Sale und Pay per Lead. Vergleichsportale, die Tarife für Vertragsstrukturen des alltäglichen Lebens wie z. B. für Strom, Gas, Telefon, Internet oder Versicherungen vergleichen, sowie Hotelvergleichsportale finanzieren sich hauptsächlich durch Provisionen, die sie bei erfolgreicher Vermittlung vom Anbieter erhalten. Preisvergleichsportale gibt es seit den 1990er Jahren. Insbesondere im Reisebereich gibt es darüber hinaus seit Mitte der 2000er Metasuchmaschinen, die die Ergebnisse verschiedener Preisvergleichsportale vergleichen. Diese finanzieren sich überwiegend durch Weiterleitungsentgelte. Inzwischen wurden einige Preisvergleichsportale zu Bewertungsportalen weiter entwickelt, die neben dem reinen Preisvergleich ein dem Nutzerprofil entsprechendes Ranking der Online-Shops, die Lieferfähigkeit, Nutzermeinungen und Testberichte zur Qualität, ökologische Nachhaltigkeit und Sicherheit abbilden.
Neben allgemeinen Preisvergleichen, die Produkte einer Vielzahl von unterschiedlichen Produktkategorien vergleichen, gibt es auch spezialisierte Preisvergleichsportale, die jeweils nur Anbieter eines Marktsegments wie Computer, Elektronik, Möbel oder Medikamente vergleichen und dafür dann oft weitergehende spezielle Parameter zum Vergleich heranziehen.
Während sich Preisvergleiche meist auf Produkte in Online-Shops beziehen, vergleichen sogenannte Produktsuchmaschinen die Angebote stationärer Einzelhändler. Dieser Kanal wird immer häufiger von Filialisten als zusätzlicher Reichweitenkanal neben der Prospektverteilung genutzt.

## Anbieter und Wettbewerb
Von den über 1.000 Preisvergleichsportalen in Deutschland sind die meisten sogenannte „White-Label-Preisvergleichsportale“, d. h. sie greifen auf die Datenbasis und evtl. auch den Sortieralgorithmus eines anderen Vergleichsportals zu. Diese White-Label-Preisvergleichsportale werden gerne innerhalb von Portalwebsites mit großer Community eingesetzt.
Die Zahl der Portale mit eigener Datenbasis und eigenem Sortieralgorithmus ist in den letzten Jahren stark zurückgegangen. Einige wenige Anbieter sind allerdings stark in ihren Nutzungszahlen gewachsen. Generalisten wie Idealo, guenstiger.de, billiger.de und Geizhals Preisvergleich setzen vor allem auf ein eher statisches Produktsortiment, während spezialisierte Preisvergleichsportale entweder Produktnischen besetzen oder auf stark individualisierbare (und konfigurierbare) Angebote setzen. Hier sind beispielsweise Booking.com für den Vergleich von Hotelübernachtungen und Reisen, Check 24 für den Vergleich von Versicherungen, Verivox für den Vergleich von Strom- und Gastarifen und moebel.de für den Vergleich von Möbelpreisen zu nennen.

## Technologie
Eine Möglichkeit um Preisinformationen zu sammeln ist, diese direkt vom Händler einzulesen. Diese werden dann mit der Datenbank des Vergleichsdienstes abgeglichen. Der Abgleich benötigt einen Mix aus Informationsextraktion, Fuzzylogik sowie menschlichem Urteilsvermögen zur Zuordnung.
Ein alternativer Ansatz sind Webcrawler, welche die Preisinformation direkt beim Anbieter suchen und in eine Datenbank einspeisen. Damit können auch Daten gegen den Willen des Händlers abgeholt werden. Oft wird auch eine Kombination dieser Methoden verwendet.
Vergleichsportale mit großer Reichweite werden mittlerweile im Rahmen von Suchmaschinenmarketing-Aktivitäten automatisiert mit Produktinformationen versorgt. Dabei kommen Tools (sogenannte Feed-Engines) zum Einsatz, welche Produktdaten aus Webshops auslesen und versenden. Unterschiedliche Preisvergleichsportale stellen dabei unterschiedliche Anforderungen an die Datensätze, wodurch der Aufwand entsteht, die Daten vor dem Versenden jeweils entsprechend zu strukturieren.

## Mobile Apps
Die Verbreitung von Apps hat mit dem Aufkommen von neueren Smartphones stark zugenommen. Grundsätzlich helfen einfach und schnell zu bedienende Apps dem Durchbruch, da der Kunde wenig gewillt ist viele Informationen einzutippen. Darum verwenden die jüngsten Preisvergleichsprodukte Mobile-Tagging. Dabei wird die Kamera genutzt, um die Bildinformationen einzulesen.

## Kritik in Deutschland
Vergleichsportale positionieren sich selbst als neutrale Instanz und wecken beim Verbraucher die Erwartung, dass die Informationen auf der Plattform dieser Positionierung entsprechen. Da die Bewertungen auf Kaufentscheidungen Einfluss nehmen können, besteht auch ein potentieller Manipulationsanreiz, denn zahlende Kunden der Portale sind Händler und Geschäftstreibende. Die Erfahrungen zeigen, dass sich auf einigen Portalen sowohl authentische als auch manipulierte Bewertungen und Rezensionen befinden. Dabei werden manipulative Designs mit dem Einsatz von Zufallsgeneratoren verwendet, sogenannte Dark Pattern, mit dem Ziel Verbraucher in die Irre zu führen. Für die Verbraucher ist das Geschäftsmodell der Portale in der Regel nicht erkennbar.
Das Bundeskartellamt hat deshalb von Oktober 2017 bis April 2019 eine verbraucherrechtliche Sektoruntersuchung zu Vergleichsportalen durchgeführt, um den Verdacht von Verbraucherrechtsverstößen in dem Wirtschaftszweig zu prüfen. Dazu wurden 150 Vergleichsportale aus den Dienstleistungsbereichen Reisen, Energie, Versicherungen, Telekommunikation und Finanzen befragt und 36 näher untersucht. Der Verdacht auf Verbraucherrechtsverstöße hat sich dabei in einigen Punkten erhärtet. Nach den Erkenntnissen des Bundeskartellamtes können vor allem folgende Verhaltensweisen die Verbraucher in die Irre führen:
- Provisionszahlungen der Anbieter haben im Hotelbereich Einfluss auf die vom Vergleichsportal voreingestellte Ergebnisdarstellung. Höhere Provisionszahlungen können unter Umständen die Position im Ranking mitbestimmen.
- Vergleichsportale in den Bereichen Hotel und Versicherung berücksichtigen teilweise nur weniger als 50 Prozent der Marktangebote. Für den Verbraucher ist nicht ersichtlich, welche Anbieter nicht dargestellt werden.
- Viele Vergleichsportale arbeiten mit Hinweisen auf angeblich begrenzte Verfügbarkeiten, praktisch kaum realisierte Vorteile oder vermeintliche Exclusivangebote.
- Zahlreiche Vergleichsportale erstellen keinen eigenständigen Vergleich, sondern greifen auf Datensätze anderer Portale zurück.
- Die Verbraucher werden über die Praktiken der Vergleichsportale häufig nicht ausreichend informiert.

Auf EU-Ebene wird unter der Bezeichnung „New Deal for Consumers“ über eine rechtlich bindende Regelung verhandelt, die unter anderem vorsieht, eine Offenlegung von Rankingkriterien festzuschreiben.()
Die Verbraucherzentrale (VZBV) hat angesichts der Insolvenzen von Teldafax, Flexstrom und BEV die Bundesregierung aufgefordert, die Verantwortung der Vergleichsportale gegenüber Verbrauchern und Anbietern umfassend zu definieren. Im Bundesministerium der Justiz und für Verbraucherschutz wird (Stand Februar 2019) geprüft, ob die Bundesnetzagentur in ihrer Aufsichtsfunktion gestärkt werden kann. Im Rahmen einer Studie hat das Bundesministerium definiert, wie der Verbraucherschutz verbessert werden kann.